# Vráž (kraj południowoczeski)
Vráž – miejscowość i gmina (obec) w Czechach, w kraju południowoczeskim, w powiecie Písek. W 2022 roku liczyła 314 mieszkańców.